# Емануил Манолов
Емануил Иванов Манолов е български композитор. Поставя основите на българската опера, автор е на много песни, включително и детски, и инструментални пиеси, навлезли широко в репертоара на българските духови оркестри, военни и цивилни, и училищни хорове.

## Биография
Роден е на 7 януари 1858 или 1860  в град Габрово. Учи в Московската консерватория. Известно време работи като преподавател, а също и като военен капелмайстор в редица български градове. Емануил Манолов е един от първите български професионални музикални композитори. Той е автор на първата българска опера – „Сиромахкиня“, написана за нуждите на Казанлъшкия оперен театър. Други известни негови произведения са „Работнически марш“ и „Учителски марш“. Той е един от първите български композитори, които се занимават с писане на детски песни. Повечето негови произведения за деца за пръв път са издадени в сборника „Славееви гори.“ Емануил Манолов е основоположник на българското професионално композиторско творчество. Учил е две години пиано, флейта и хармония в Московската консерватория.
След Освобождението (1878) напуска родния си град, известно време остава в Свищов, където пее в хора на Георги Байданов. Известно време се спира в Букурещ и Одеса и се установява в Москва, където учи около 2 години пиано, флейта и хармония в Московската консерватория и прави първите си композиционни опити. След обявяването на Сръбско-българската война (1885) се завръща в България, свири в духовия оркестър на I Софийски полк. Преподава пеене в Педагогическото училище в Казанлък (1886 – 1888), по-късно пее в Катедралния хор на Г. Байданов в Пловдив. Капелмайстор на духовия оркестър на XXI пехотен полк в Асеновград (1890 – 1899), където записва народни песни, по-късно издадени в „Сборник за народни умотворения, наука и книжнина“. От 1899 г. до края на живота си е капелмайстор на ХXIII шипченски полк, диригент на любителския хор и оркестър на читалище „Искра“ в Казанлък. Тук създава голяма част от своите произведения и развива активна музикално-обществена дейност. В Казанлък е премиерата на първите две действия от „Сиромахкиня“ (1900).
Емануил Манолов е основоположник на българското професионално композиторско творчество.
Автор е на първата българска опера „Сиромахкиня“ (недовършена), изградена в интонациите на градския романс и италианската класическа опера. Произведенията му са написани за професионалните и любителски състави в страната. Любителският оркестър, с който разполага в Казанлък, е непълен, което определя и състава в неговите партитури за симфоничен оркестър. Основен жанр в творчеството му е хоровата песен. Голяма част от творбите му, отпечатани в музикалната библиотека „Славееви гори“, са детски и училищни песни. Между хоровите много популярни са песента „Каква мома видях, мамо“ и китките „Мама Иванчу думаше“ и „Повей, повей, буйни ветре“, публикувани в музикална библиотека „Звукове“. Автор е на: китки за смесен акапелен хор; китки за смесен хор и пиано; литургични песнопения; маршове; детски и училищни песни, сред които класическия образец „Хубава си татковино“. Пише китки и пиеси за духов оркестър, камерни пиеси; квартет; 5 солови песни, 3 дуета и други.
Има пет деца. Синът му Христо Манолов е композитор и диригент, внукът му Здравко Манолов е композитор и музикален педагог.

## Памет
Домът на културата в Габрово носи името на Емануил Манолов. На него е наречена и улица в квартал „Драгалевци“ в София (Карта).